# Leominster
Leominster (pronunțat /ˈlemstɚ/) este un oraș în comitatul Herefordshire, regiunea West Midlands, Anglia. 